# فري تيتو
فري تيتو (بالبرتغالية: Tito de Alencar Lima) هو راهب ‏ برازيلي، ولد في 14 سبتمبر 1945 في فورتاليزا في البرازيل، وتوفي في 10 أغسطس 1974 في دير لا توريت في فرنسا بسبب شنق.